# Waldwisse
Waldwisse [valdvis] est une commune française située dans le département de la Moselle, en région Grand Est. 
Les habitants sont appelés les Wisser en francique et les Waldwissois en français.

## Géographie
Waldwisse est situé dans le nord du département de la Moselle.
La commune est très proche de la frontière franco-allemande. La ville allemande de Merzig est à environ 10 minutes du village.

### Communes limitrophes
|          | Launstroff       | Merzig (Allemagne)              |
| Rémeling | Waldwisse        | Rehlingen-Siersburg (Allemagne) |
|          | Grindorff-Bizing | Flastroff                       |

### Ecarts et lieux-dits
- Betting
- Gongelfang
- Henting (alias Hintingerhoff[2]).

### Hydrographie
La commune est située dans le bassin versant du Rhin au sein du bassin Rhin-Meuse. Elle est drainée par le ruisseau le Hermes, le ruisseau de Bruhlsbach et le ruisseau de Waldwisse.

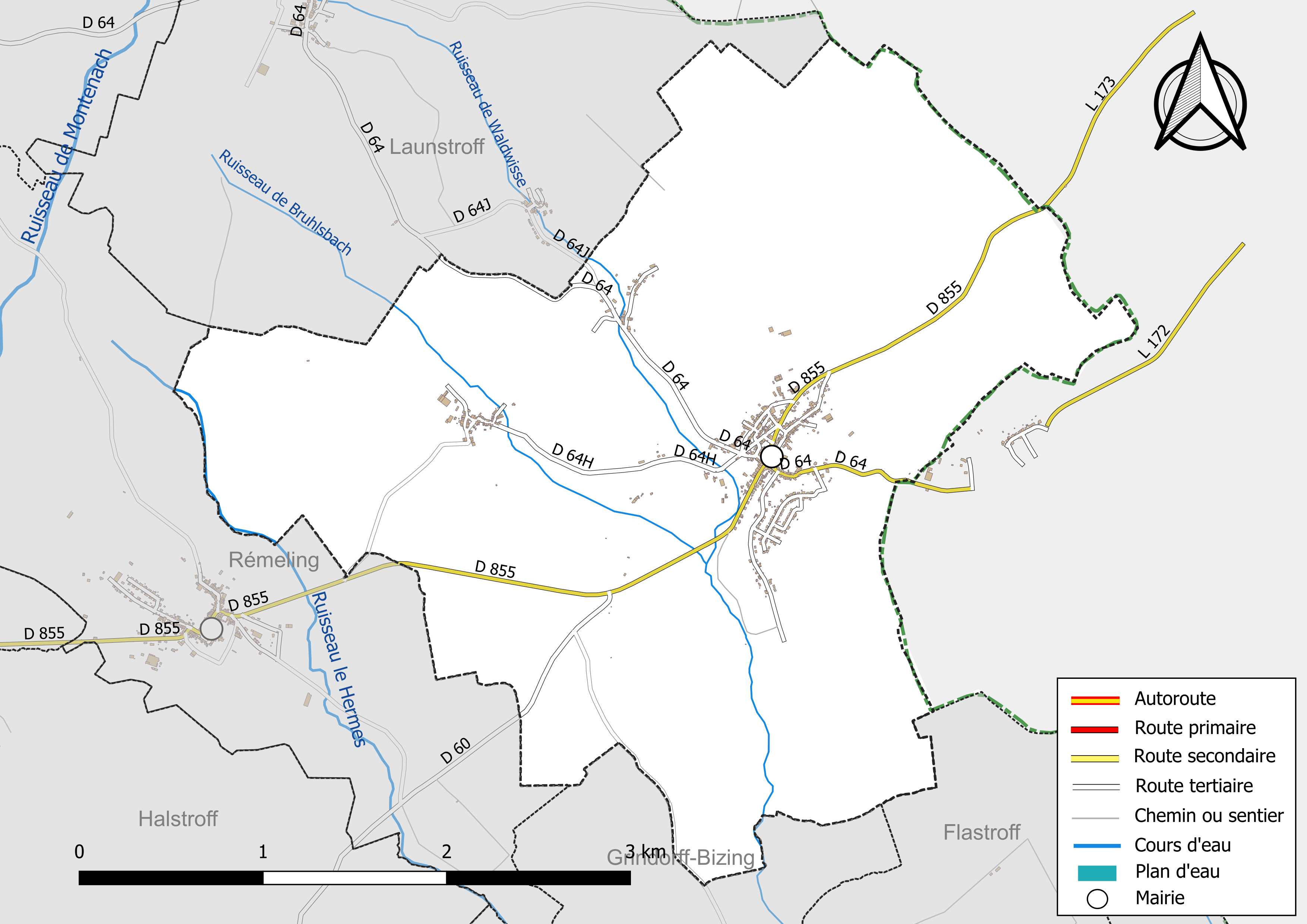
Réseaux hydrographique et routier de Waldwisse.

## Urbanisme

### Typologie
Au 1er janvier 2024, Waldwisse est catégorisée commune rurale à habitat dispersé, selon la nouvelle grille communale de densité à sept niveaux définie par l'Insee en 2022.
Elle est située hors unité urbaine et hors attraction des villes,.

### Occupation des sols
L'occupation des sols de la commune, telle qu'elle ressort de la base de données européenne d’occupation biophysique des sols Corine Land Cover (CLC), est marquée par l'importance des territoires agricoles (79,5 % en 2018), en diminution par rapport à 1990 (80,7 %). La répartition détaillée en 2018 est la suivante : 
terres arables (50,5 %), prairies (20,7 %), forêts (16,6 %), zones agricoles hétérogènes (8,3 %), zones urbanisées (3,8 %). L'évolution de l’occupation des sols de la commune et de ses infrastructures peut être observée sur les différentes représentations cartographiques du territoire : la carte de Cassini (XVIIIe siècle), la carte d'état-major (1820-1866) et les cartes ou photos aériennes de l'IGN pour la période actuelle (1950 à aujourd'hui).

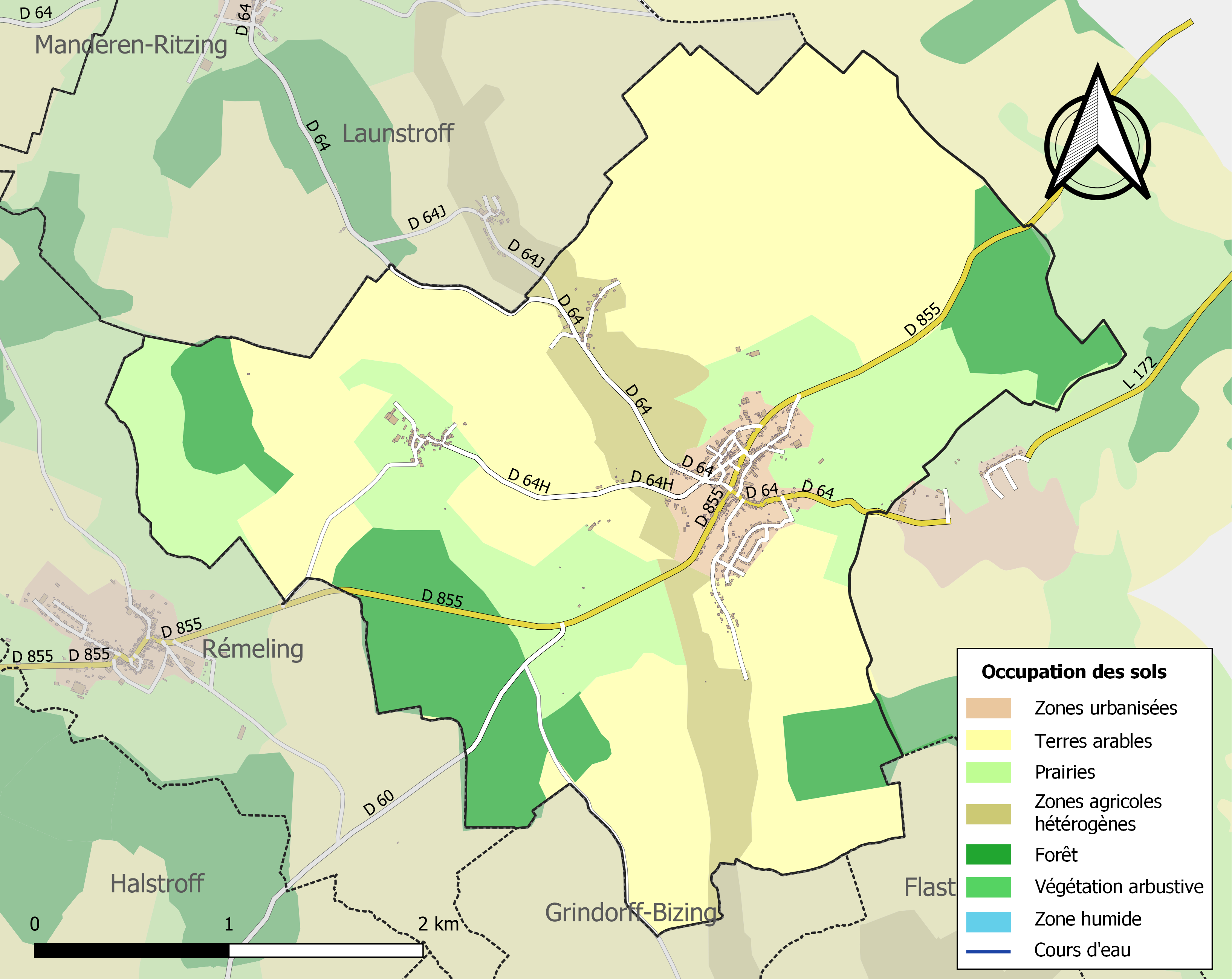
Carte des infrastructures et de l'occupation des sols de la commune en 2018 (CLC).

La forêt communale, propriété de la commune, est essentiellement composée de Hêtres et de Chênes. Sa surface est d'environ 200 hectares.

## Toponymie

### Étymologie
- D'après Ernest Nègre, il s'agit du germanique wald « forêt » + wiese ou wies « pré »[8].
- Le premier document connu citant le lieu date de 1030 où il est orthographié Wysse, puis Wisse en 1147. En 1317 apparaît pour la première fois le préfixe Wald avec la forme primitive Waldwiza. Si Wald semble bien être le mot germanique « forêt », Wisse n’est pas forcément le mot allemand Wiese, signifiant  « pré » ou  « prairie », comme il a été orthographié parfois sous l'ancien régime et pendant l’occupation allemande. Wisse date d’avant  l’apparition de l'allemand standard et est un mot francique formé à partir de la racine linguistique indo-germanique « weis » qui veut dire « couler » ou « eau qui coule »[9]. La traduction  étymologique du nom de Waldwisse serait donc « l'eau qui coule dans la forêt ».
- Cependant wisa est le nom vieux haut allemand (8ème s.) qui a donné wies (pré)

### Anciennes Mentions
- Waldwisse : Waldwiza (1317), Waldtwiss (1594), Valtvise (1680), Valteviesse (1691), Waldtwies (XVIIIe siècle), Waltviese (1737), Waldtweis ou Valtry (1779), Waltevise (1790)[2], Waldwiese (1871-1918), Waldwiesen (1940-1944). Waldwiss et Wiiss en francique lorrain.
- Gongelfang : D'un nom de personne germanique Gundulf suivi du suffixe -ing / -ingen, devenu -ang[8].

Gundelwinga (978), Gundelwingin (1030), Gondeluingin (1037), Golsfingen (1594), Gundelfang (1681), Gongerfan (1682), Gongel-Fang (1756). Gongelfangen en francique lorrain.
- Betting : Bettingen (1135), Bettinge (1237), Betingen (1429), Beteng (1682), Beting (1756)[2]. Betténgen et Betténg en francique lorrain.

### Sobriquets
Sobriquets anciens désignant les habitants de la commune :
- Di Wiisser Kueben (les corbeaux de Waldwisse), die Wandjang (les vantards)[10] ;
- Di Betténger Schlecken (les escargots de Betting).

## Histoire
Le territoire dépendait du duché de Lorrainede la Seigneurie de l'abbaye de Rettel et des comtes de Sierck.
Toute la région fut dévastée au cours de la guerre de Trente Ans. Un document de 1637 indique que le curé de Mondorf et Waldwisse (paroisses jumelées) «...ne pourra percevoir aucune dîmes sur les deux paroisses, les Grabatens  (Croates) ayant saccagé la plus grande partie des terres ». Il est indiqué que la moitié seulement des maisons est restée intacte.
La commune comprend deux annexes : Betting, qui apparaît en 1030 sous le nom de Bertringen et Gongelfang, qui est cité Gundelwinga en 978. Les deux hameaux formèrent une seule et même commune de 1790 à 1812 : Betting-et-Gondlefand.
Waldwisse fut aussi une station de chemin de fer avec gare et quais de chargement sur la ligne reliant Merzig en Allemagne et Bettelainville en France. La ligne fut initiée par les Allemands pour raisons stratégiques. Les travaux débutèrent en 1909 et la ligne mise en service le 1er novembre 1917, fut fermée le 5 mai 1948. La ligne est souterraine sur 1 715 mètres. Le tunnel qui a ses deux entrées en Allemagne possède une cheminée d'aération de plus de 20 mètres de haut sur le territoire de Waldwisse.
Bombardée le 19 novembre 1944 lors de l’avancée américaine, Waldwisse fut sinistrée à 80 %.

## Politique et administration
| Période                                  | Période   | Identité        | Étiquette | Qualité |
| ---------------------------------------- | --------- | --------------- | --------- | ------- |
| Les données manquantes sont à compléter. |           |                 |           |         |
| mars 1995                                | mars 2008 | Gérard Grun     |           |         |
| mars 2008                                | mars 2014 | Michel Nadé     |           |         |
| mars 2014                                | En cours  | Jean-Guy Magard |           |         |

## Démographie
L'évolution du nombre d'habitants est connue à travers les recensements de la population effectués dans la commune depuis 1800. Pour les communes de moins de 10 000 habitants, une enquête de recensement portant sur toute la population est réalisée tous les cinq ans, les populations de référence des années intermédiaires étant quant à elles estimées par interpolation ou extrapolation. Pour la commune, le premier recensement exhaustif entrant dans le cadre du nouveau dispositif a été réalisé en 2004.

En 2022, la commune comptait 804 habitants, en évolution de −3,48 % par rapport à 2016 (Moselle : +0,52 %, France hors Mayotte : +2,11 %).
| 1800 | 1806 | 1821 | 1836  | 1841  | 1861  | 1866  | 1871 | 1875 |
| ---- | ---- | ---- | ----- | ----- | ----- | ----- | ---- | ---- |
| 435  | 559  | 982  | 1 224 | 1 134 | 1 044 | 1 004 | 954  | 938  |

| 1880 | 1885 | 1890 | 1895 | 1900 | 1905 | 1910 | 1921 | 1926 |
| ---- | ---- | ---- | ---- | ---- | ---- | ---- | ---- | ---- |
| 902  | 923  | 859  | 856  | 776  | 747  | 777  | 757  | 750  |

| 1931 | 1936 | 1946 | 1954 | 1962 | 1968 | 1975 | 1982 | 1990 |
| ---- | ---- | ---- | ---- | ---- | ---- | ---- | ---- | ---- |
| 710  | 763  | 592  | 573  | 663  | 656  | 605  | 596  | 605  |

| 1999 | 2004 | 2006 | 2009 | 2014 | 2019 | 2022 | - | - |
| ---- | ---- | ---- | ---- | ---- | ---- | ---- | - | - |
| 659  | 683  | 655  | 705  | 817  | 807  | 804  | - | - |

## Culture locale et patrimoine

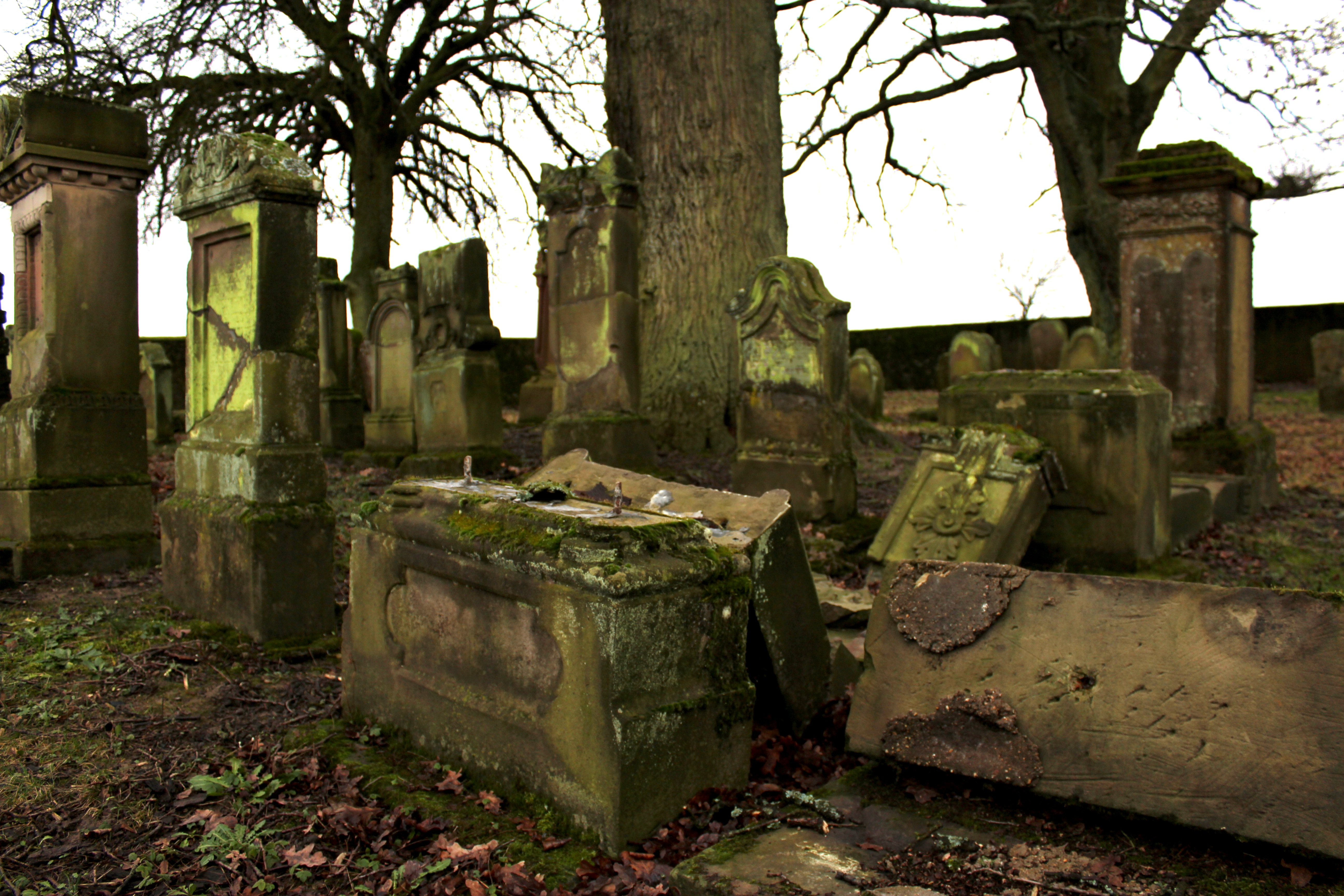
Cimetière juif.

### Lieux et monuments

#### Édifices civils
- Présence de tumuli de l'époque du bronze (1500 à 700 av. J.-C.) et de l'époque du fer (700 à 52 av. J.-C.).
- Nombreux vestiges romains et gallo-romains.
- Nécropole franque datée entre 480 et 600 de notre ère. Un rare seau de cérémonie trouvé sur place (trois exemplaires connu) se trouve au musée de Nancy.
- En 1094, il est fait état de la ferme de Hentingen qui eut son importance. En 1560 elle est nommée «...métairie franche dans laquelle se livrent les rentes annuelles, s’exerce la justice, se tiennent les plaids annaux, etc. ».
- En 1349 apparaît le nom du moulin de « Lomill » entre Wiesz et Daldorf qui deviendra plus tard –moulin du Roy- c’est-à-dire moulin banal.
- Deux villages disparus existait sur le ban de la commune. Celui de Hentigen, situé au sud de la ferme citée plus haut qui disparut pendant la guerre de 30 ans et le village de Daldorf situé entre la Lomill et Grindorff qui disparut avant 1500 qui était l’époque des grandes pestes. Le ban de Daldorf de 40 hectares fut englobé dans celui de Waldwisse en 1834.
- Cimetière israëlite, milieu XIXe siècle.

#### Édifices religieux
- Église paroissiale Sainte-Catherine construite en 1828/1829, le clocher a été repris en 1912/1913 grâce à une donation privée : maître-autel baroque XVIIIe siècle provenant de l'abbaye de Wadgassen classé monument historique ; fonts baptismaux XVIe siècle.
- Chapelle Sainte-Apolline XVIIIe siècle, avec source, à Hentingenhof (Welschenhof) actuellement en ruine.
- Chapelle Saint-Marc à Gongelfang, première moitié XIXe siècle.
- Chapelle Notre-Dame-du-Perpétuel-Secours à Betting, construite en 1898 et rénovée en 1998.
- Croix de chemin 4e quart du XIXe siècle à Betting (annexe de Waldwisse).

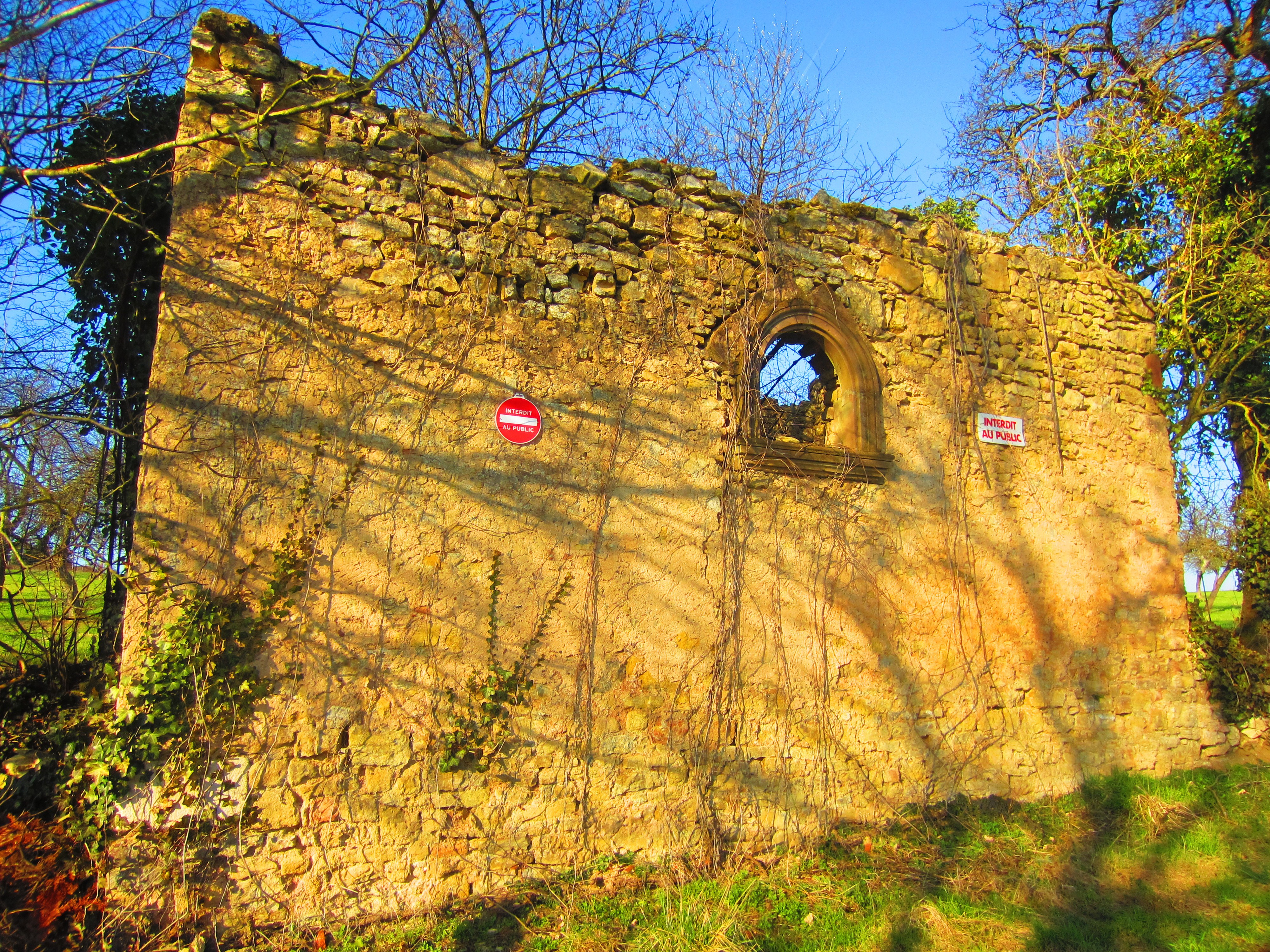
Chapelle Sainte-Catherine à Welschenhof.
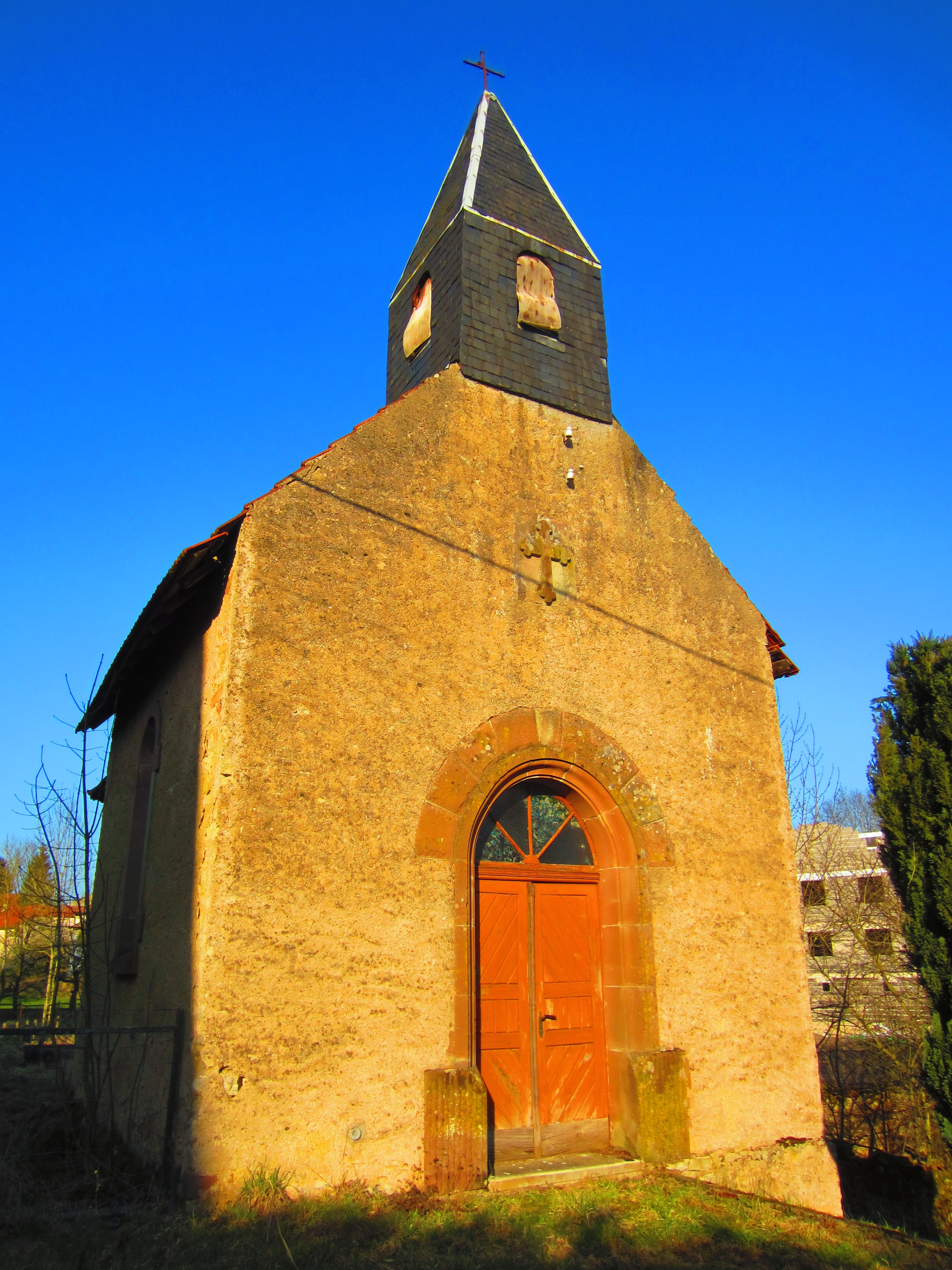
Chapelle Saint-Marc à Gongelfang.
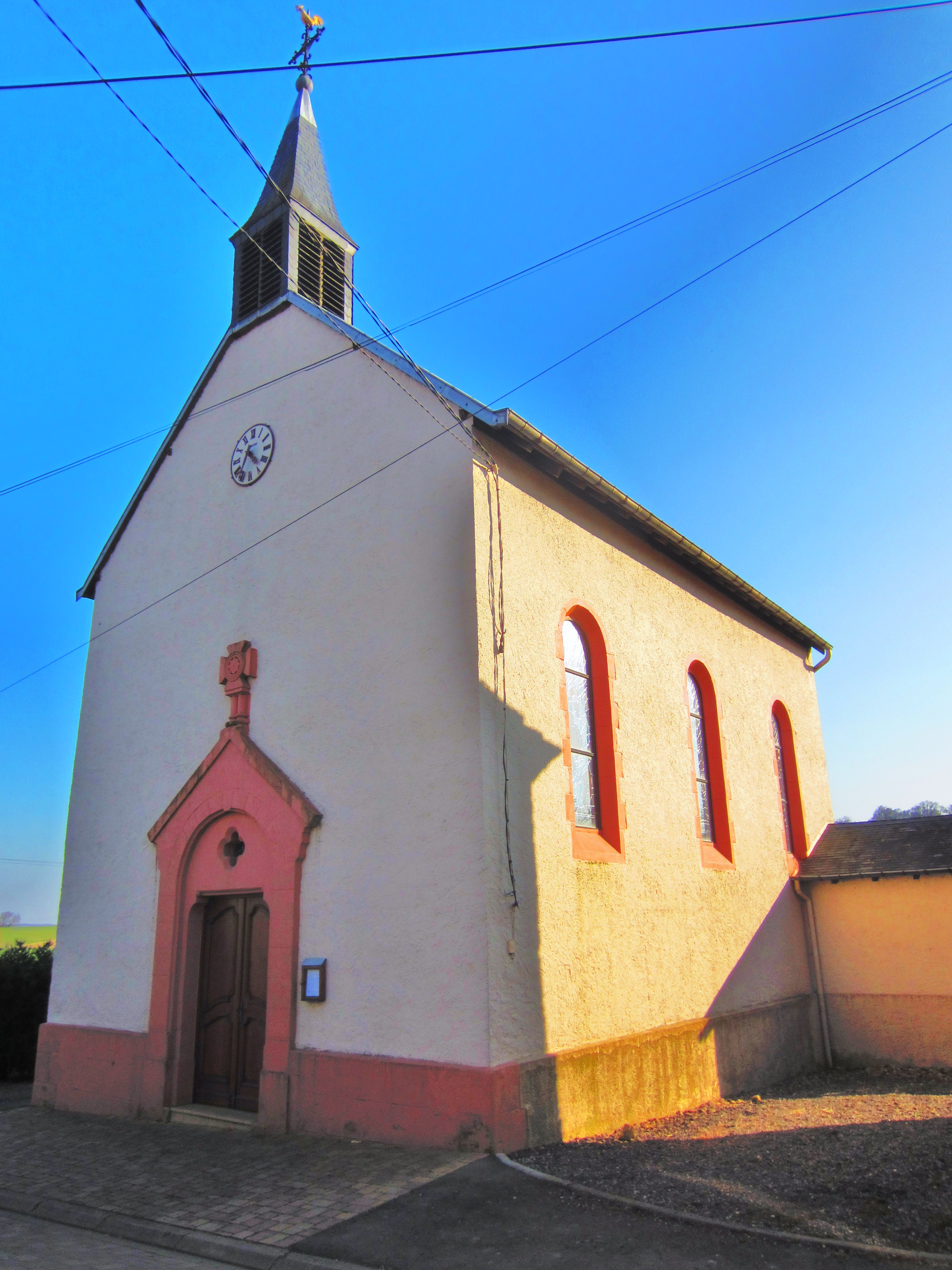
Chapelle Notre-Dame-du-Perpétuel-Secours à Betting.

### Personnalités liées à la commune
L’US Waldwisse : Il s’agit ici d’un ancien club de foot dissout vers les années 90 environ. Le club atteint son apogée dans les années 70/80. En effet, ce club fut marqué par l’union d’une famille nombreuse qui fera briller le club en atteignant le niveau régional, ce qui fut un cas exceptionnel dans l’histoire du football lorrain, en effet, l’US Waldwisse a grimpé les échelons très rapidement, ce qui marqua le football mosellan puis lorrain. Malgré une chute significative dans les années 90, le club de Waldwisse impacta non seulement le village mais aussi les différentes communes voisines et autres villes distinctes.

### Héraldique
| Blason de Waldwisse | Blason  | Parti d'or et de gueules, à la crosse brochant sur la partition, chargée d'une roue à huit rayons brisée en pointe, accostée en chef de deux coquilles, le tout de l'un en l'autre |
| Blason de Waldwisse | Détails | Le statut officiel du blason reste à déterminer. |

## Pour approfondir